# Денобль, Альфонсо
Альфонсо Денобль (англ. Alphonso DeNoble; 20 декабря 1946 — ноябрь 1978) — американский киноактёр, известный, прежде всего, по своей роли в малобюджетном фильме ужасов «Элис, милая Элис» (Alice Sweet Alice, 1977), где исполнил роль жирного домовладельца мистера Альфонсо, любителя кошек и педофила. Альфонсо Денобль жил в городе Патерсон (штат Нью-Джерси), где и проходили съёмки фильмов с его участием. Всего Денобль снялся в трёх малобюджетных картинах: кроме роли в фильме «Элис, милая Элис», он сыграл дилера сексуальной работорговли в классическом трэше Джоела М. Рида «Кровососущие уроды» (1976) и владельца магазина фототехники в ещё одном фильме Рида «Night of the Zombies» (1981).
Альфред Соул, режиссёр фильма «Элис, милая Элис», рассказывал, что Альфонсо Денобль подрабатывал весьма оригинальным способом: облачившись в сутану священника, ходил вокруг местного кладбища, и старые вдовы обращались к «отцу Альфонсо» за благословением, которое и получали за небольшое вознаграждение. Также Денобль одно время работал вышибалой в единственном местном гей-баре. Альфонсо Денобль страдал ожирением. Скончался в ноябре 1978 года.
Режиссёр Джоел М. Рид как-то обмолвился, что Денобль застрелился, не вынеся позора, когда застрял на улице в турникете и информация об этом попала в газеты. Известно также, что Денобль был женат и никогда не ел на съмочных площадках — в обеденные перерывы он перекусывал в своей машине, в которой запасался продуктами.